# 除村吉太郎
除村 吉太郎（よけむら よしたろう、1897年2月10日 - 1975年11月3日）は、ロシア・ソビエト文学者。

## 経歴
1897年、群馬県生まれ。1918年、東京外国語学校ロシア語科を卒業。駐日ロシア大使館に勤務した後、日露協会学校助教授となった。1924年、母校である東京外国語学校助教授に就任し、1930年、教授に昇任。1935年にソ連に留学するが、帰国後の1940年に「思想的理由」により教職を追放される。戦時期には『ロシア年代記』の翻訳に専念し、翻訳家としての代表的作品となった。
戦後は1947年の参議院議員群馬補欠選挙に日本共産党公認候補として立候補したが落選した。早稲田大学客員教授として教鞭をとり、また日ソ親善協会常務理事、日ソ学院院長を務めた。

## 著書
- ロシヤ語第一歩 白水社 1936
- よき文学のために 世界画報社 1947
- 芸術とリアリズム 京王書房 1947
- ロシヤ文学について ナウカ社 1948
- 露文解釈から和文露訳へ 白水社 1948
- 文学とインテリゲンチヤ 日本評論社 1948
- 世界名作大観 ロシヤ篇 労働文化社 1948
- ロシヤ文学問答 日本民主主義文化連盟 1948（文連文庫）

## 共編著
- レフ・トルストイ 米川正夫共著 世界文学大綱第16巻 東方出版 1926
- ソヴェト文学史 第1-3 編 岩波書店 1951-1952（岩波現代叢書）
- 現代文学十二講 舟木重信共編 ナウカ社 1951
- ロシヤ文学手帖 創元社 1955

## 翻訳
- 血の滴 「創造される伝説」の一 フヨードル・ソログープ 春陽堂 1925
- 実用英仏独露語の発音 オレスト・プレトネル 同文館 1926
- 皇帝フョードル・ヨアノヴィチ・皇帝ボリス アレクセイ・トルストイ 古典劇大系第15巻 近代社 1926
- 文学及び劇作の諸問題 ア・ヴェ・ルナチヤルスキー ソヰエエト・ロシヤ文芸叢書 原始社 1928
- 皇帝フョードル アレクセイ・トルストイ 岩波文庫 1929
- トルストイ全集 第17巻 教義神学批判 その他 岩波書店 1931
- トルストイ全集 第21巻 書簡抄 その他 岩波書店 1931
- ツルゲーネフ全集 第1巻 アンドレイ・コーロソフほか 隆章閣 1934
- トルストイ日記抄 岩波文庫 1935
- ベリンスキー選集 1 ペテルブルグ文集 一八四六年のロシヤ文学観 弘文堂書房 1941
- ロシヤ年代記 弘文堂書房 1943、復刻 原書房 1979
- ベリンスキー選集 第2 一八四七年のロシヤ文学観 弘文堂 1948（世界文庫）
- ロシヤ文学評論集 1・2 ベリンスキー 岩波文庫 1950-1951、復刊2011
- 作家への手紙 スターリン ハト書房 1952
- 党と文化問題 ジダーノフ 蔵原惟人、山辺健太郎共訳 国民文庫 1954
- あわれなリーザ カラムジン 世界文学全集 河出書房 1954
- ゴーゴリ全集 第2巻 ヴェ・ゲ・ベリンスキーへの手紙 河出書房 1954
- ゴーリキー選集 第6巻 敵 青木文庫 1956